# Bugenhagenkirche (Neumünster)

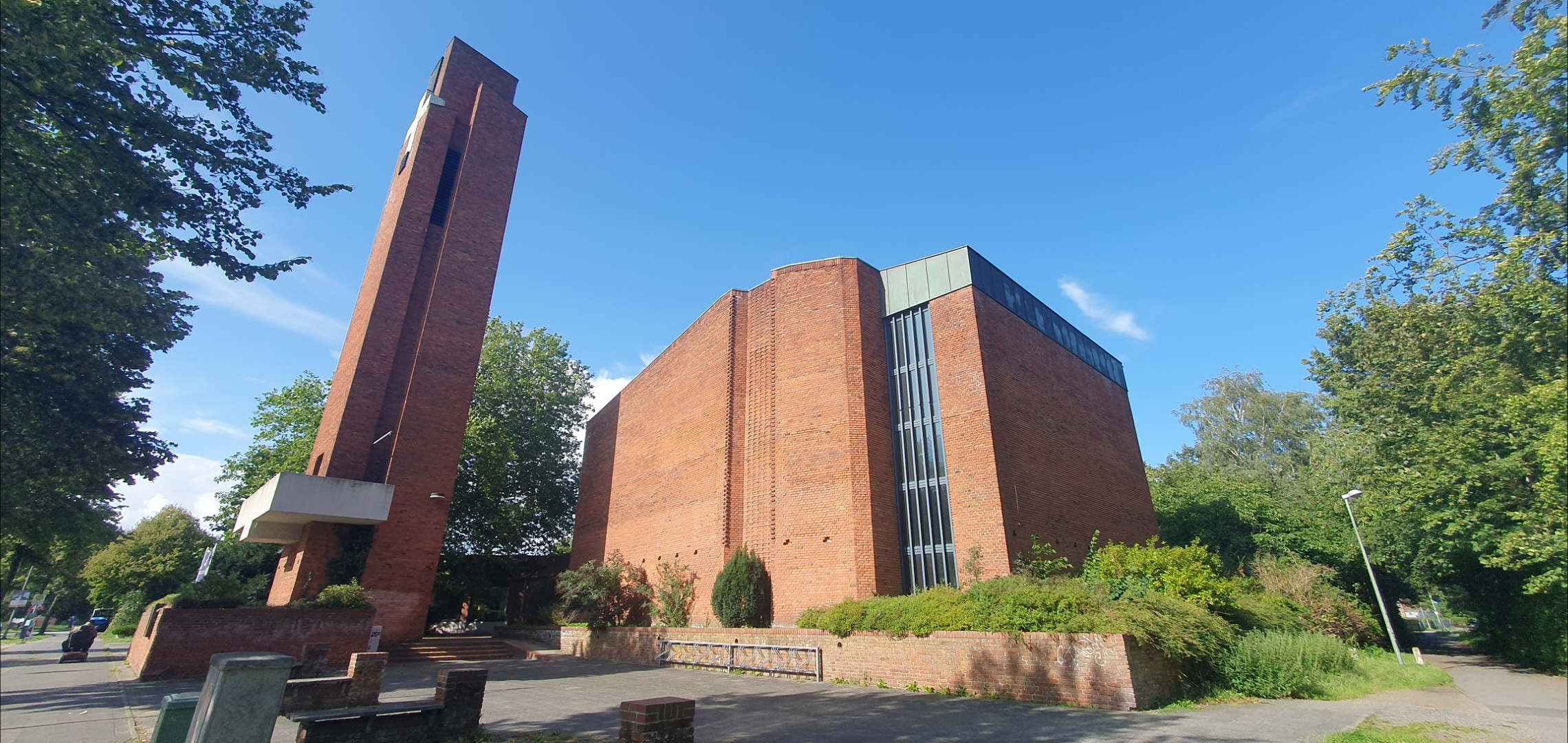
Bugenhagenkirche

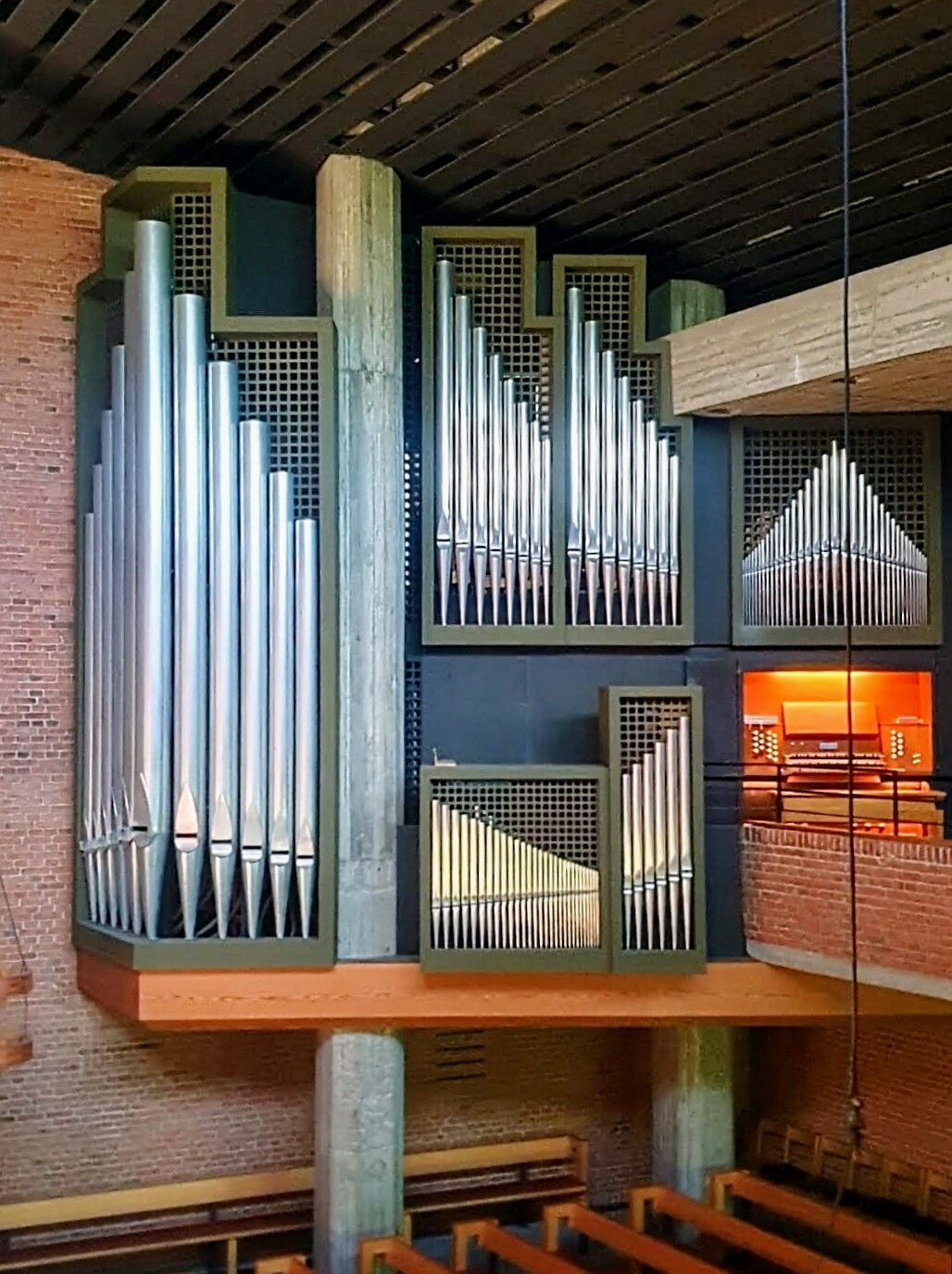
Beckerath-Orgel

Die Bugenhagenkirche ist eine evangelisch-lutherische Kirche in Neumünster.

## Gebäude
Sie wurde in den Jahren 1962 und 1963 in der Böcklersiedlung errichtet. Ausführende Architekten waren die aus der Stadt stammenden F. W. Hain und H. Bülk. Die Weihe erfolgte im Jahr 1965. Die Orgel wurde 1970 von Rudolf von Beckerath Orgelbau erbaut. Ihre 25 Register verteilen sich auf zwei Manuale und das Pedal. Das Gebäude ist aus zinnoberrotem Handstrichziegel gebaut mit Elementen aus Sichtbeton und Verblendungen aus Kupferblech. Es ist in der Liste der Kulturdenkmale in Neumünster eingetragen und steht somit unter Denkmalschutz.

## Gemeinde
Die Kirche gehört zum Evangelisch-Lutherischen Kirchenkreis Altholstein im Sprengel Schleswig und Holstein der Evangelisch-Lutherischen Kirche in Norddeutschland und befindet sich am Hansaring 146. Sie ist die Gemeindekirche der Bugenhagen-Kirchengemeinde, die 1953 gegründet wurde. Kirchengebäude und Gemeinde sind nach dem Theologen und Reformator Johannes Bugenhagen benannt. Das frühere Gemeindehaus am Kantplatz wurde 2007 geräumt. Schwerpunkte sind die Seniorenarbeit, die Kirchenmusik, die Pfadfinderarbeit und die Familienarbeit. Die Gemeinde unterhält einen Kindergarten.
Das Pastorat befindet sich am Hansaring 148 und ist direkt auf dem Kirchenhinterhof.